# マルセル・グラノリェルス
- マルセル・グラノジェルス

マルセル・グラノリェルス・プジョル（Marcel Granollers Pujol, 1986年4月12日 - ）は、スペイン・バルセロナ出身の男子プロテニス選手。これまでにATPツアーでシングルス4勝、ダブルス27勝を挙げている。右利き、バックハンド・ストロークは両手打ち。自己最高ランキングはシングルス19位、ダブルス1位。「グラノジェルス」の表記揺れも多い。
2014年全仏オープン男子ダブルスと2014年全米オープン男子ダブルスと2019年全米オープン男子ダブルスと2021年ウィンブルドン選手権男子ダブルスと2023年ウィンブルドン選手権男子ダブルス準優勝。2012年ATPワールドツアー・ファイナル男子ダブルス優勝。マスターズ1000男子ダブルスでは優勝8回・準優勝7回。

## 選手経歴

### ジュニア時代
グラノリェルスは5歳でテニスを始め、2003年にプロに転向。しばらくは下部ツアーを転戦した。

### 2006年 グランドスラム初出場
4大大会では2006年ウィンブルドンで予選を勝ち上がり初出場した。

### 2008年 ツアーシングルス初優勝
2008年4月のヒューストン大会で初めての決勝に進出しジェームズ・ブレークを6–4, 1–6, 7–5で破りツアー初優勝する。

### 2011年 ツアーシングルス2勝目
グラノリェルスは4大大会では1、2回戦での敗退が続いていたが、全米オープンで初めて3回戦に進出したが、3回戦のフアン・カルロス・フェレーロとの試合を途中棄権した。2011年はスイス・オープン・グシュタードとバレンシア・オープンで2勝を挙げ、最終ランキング27位となりトップ30入りを果たした。

### 2012年 ATPファイナルズダブルス初優勝
2012年全仏オープンで初めて4大大会で4回戦に進出した。ロンドン五輪でオリンピックに初出場した。マルク・ロペスと組んだダブルスの1回戦でイスラエルのジョナサン・エルリック/アンディ・ラム組に6–7(5), 6–7(3)で敗退した。最終戦のATPワールドツアー・ファイナルにもマルク・ロペスとのペアで決勝に進出しマヘシュ・ブパシ/ロハン・ボパンナ組を7-5, 3–6, [10-3]で破り優勝した。
チェコとのデビスカップ決勝にも第3試合のダブルスにマルク・ロペスとのペアで出場したがトマーシュ・ベルディハ/ラデク・ステパネク組に6-3, 5-7, 5-7, 3-6で敗れた。スペインも通算2勝3敗で連覇を逃した。

### 2013年 ツアーシングルス4勝目
2013年8月のオーストリア・オープンのシングルス決勝でフアン・モナコを0-6, 7–6(3), 6–4で破り1年9カ月ぶりのシングルスツアー4勝目を挙げた。全米オープンでは2度目の4大大会シングルス4回戦に進出した。4回戦では第1シードのノバク・ジョコビッチに3-6, 0-6, 0-6で完敗している。

### 2014年 全仏・全米ダブルス準優勝
2014年全仏オープン男子ダブルスではマルク・ロペスとのダブルスで初めて4大大会ダブルスの決勝に進出した。ジュリアン・ベネトー/エドゥアール・ロジェ＝バセラン組に3-6, 6-7(1)で敗れ準優勝となった。全米オープンでもマルク・ロペスとのペアで決勝に進出したがブライアン兄弟に3-6, 4-6で敗れた。

## ATPツアー決勝進出結果

### シングルス: 7回 (4勝3敗)
| 大会グレード                            |
| グランドスラム (0-0)                    |
| ATPワールドツアー・ファイナル (0-0)     |
| ATPワールドツアー・マスターズ1000 (0-0) |
| ATPワールドツアー・500シリーズ (1-1)    |
| ATPワールドツアー・250シリーズ (3–2)    |

| サーフェス別タイトル |
| ハード (1–1)         |
| クレー (3-2)         |
| 芝 (0-0)             |
| カーペット (0-0)     |

| 結果   | No. | 決勝日        | 大会           | サーフェス    | 対戦相手                     | スコア           |
| ------ | --- | ------------- | -------------- | ------------- | ---------------------------- | ---------------- |
| 優勝   | 1.  | 2008年4月20日 | ヒューストン   | クレー        | ジェームズ・ブレーク         | 6–4, 1–6, 7–5    |
| 準優勝 | 1.  | 2010年11月7日 | バレンシア     | ハード (室内) | ダビド・フェレール           | 5–7, 3–6         |
| 優勝   | 2.  | 2011年7月31日 | グシュタード   | クレー        | フェルナンド・ベルダスコ     | 6–4, 3–6, 6–3    |
| 優勝   | 3.  | 2011年11月6日 | バレンシア     | ハード (室内) | フアン・モナコ               | 6–2, 4–6, 7–6(3) |
| 準優勝 | 2.  | 2012年7月15日 | ウマグ         | クレー        | マリン・チリッチ             | 4–6, 2–6         |
| 優勝   | 4.  | 2013年8月3日  | キッツビュール | クレー        | フアン・モナコ               | 0-6, 7–6(3), 6–4 |
| 準優勝 | 3.  | 2014年4月13日 | カサブランカ   | クレー        | ギリェルモ・ガルシア＝ロペス | 7–5, 4–6, 3–6    |

### ダブルス: 55回 (26勝29敗)
| 結果   | No. | 決勝日         | 大会               | サーフェス    | パートナー                 | 対戦相手                                              | スコア              |
| ------ | --- | -------------- | ------------------ | ------------- | -------------------------- | ----------------------------------------------------- | ------------------- |
| 準優勝 | 1.  | 2008年4月20日  | ヒューストン       | クレー        | パブロ・クエバス           | エルネスツ・ガルビス ライナー・シュットラー           | 5–7, 6–7(3)         |
| 優勝   | 1.  | 2009年2月14日  | コスタ・ド・サイペ | クレー        | トミー・ロブレド           | ルーカス・アーノルド・カー フアン・モナコ             | 6–4, 7–5            |
| 優勝   | 2.  | 2009年2月22日  | ブエノスアイレス   | クレー        | アルベルト・マルティン     | ニコラス・アルマグロ サンティアゴ・ベントゥーラ       | 6–3, 5–7, [10–8]    |
| 優勝   | 3.  | 2009年10月22日 | モスクワ           | ハード (室内) | パブロ・クエバス           | フランティシェク・チェルマク ミハル・メルティナク     | 4–6, 7–5, [10–8]    |
| 準優勝 | 2.  | 2009年11月8日  | バレンシア         | ハード (室内) | トミー・ロブレド           | フランティシェク・チェルマク ミハル・メルティナク     | 4–6, 3–6            |
| 準優勝 | 3.  | 2009年11月15日 | パリ               | ハード (室内) | トミー・ロブレド           | ダニエル・ネスター ネナド・ジモニッチ                 | 3–6, 4–6            |
| 優勝   | 4.  | 2010年1月10日  | チェンナイ         | ハード        | サンティアゴ・ベントゥーラ | 盧彦勲 ヤンコ・ティプサレビッチ                       | 7–5, 6–2            |
| 優勝   | 5.  | 2010年2月14日  | コスタ・ド・サイペ | クレー        | パブロ・クエバス           | ルカシュ・クボット オリバー・マラチ                   | 7–5, 6–4            |
| 準優勝 | 4.  | 2010年5月9日   | エストリル         | クレー        | パブロ・クエバス           | マルク・ロペス ダビド・マレーロ                       | 7–6(1), 4–6, [4–10] |
| 準優勝 | 5.  | 2010年9月26日  | ブカレスト         | クレー        | サンティアゴ・ベントゥーラ | フアン・イグナシオ・チェラ ルカシュ・クボット         | 2–6, 7–5, [11–13]   |
| 優勝   | 6.  | 2011年1月15日  | オークランド       | ハード        | トミー・ロブレド           | ヨハン・ブランシュトロム ステファン・フース           | 6–4, 7–6(6)         |
| 準優勝 | 6.  | 2011年2月6日   | ザグレブ           | ハード (室内) | マルク・ロペス             | ディック・ノーマン ホリア・テカウ                     | 3–6, 4–6            |
| 準優勝 | 7.  | 2011年7月16日  | シュトゥットガルト | クレー        | マルク・ロペス             | ユルゲン・メルツァー フィリップ・ペッシュナー         | 3–6, 4–6            |
| 準優勝 | 8.  | 2012年3月3日   | アカプルコ         | クレー        | マルク・ロペス             | ダビド・マレーロ フェルナンド・ベルダスコ             | 3–6, 4–6            |
| 準優勝 | 9.  | 2012年4月29日  | バルセロナ         | クレー        | マルク・ロペス             | マリウシュ・フィルステンベルク マルチン・マトコフスキ | 6-2, 6-7(7), [8-10] |
| 優勝   | 7.  | 2012年5月20日  | ローマ             | クレー        | マルク・ロペス             | ルカシュ・クボット ヤンコ・ティプサレビッチ           | 6-3, 6-2            |
| 準優勝 | 10. | 2012年7月14日  | ウマグ             | クレー        | マルク・ロペス             | ダビド・マレーロ フェルナンド・ベルダスコ             | 3–6, 6–7(4)         |
| 優勝   | 8.  | 2012年7月22日  | グシュタード       | クレー        | マルク・ロペス             | ロベルト・ファラ サンティアゴ・ヒラルド               | 6–4, 7–6(9)         |
| 準優勝 | 11. | 2012年8月12日  | トロント           | ハード        | マルク・ロペス             | ボブ・ブライアン マイク・ブライアン                   | 1–6, 6–4, [10–12]   |
| 優勝   | 9.  | 2012年11月12日 | ロンドン           | ハード (室内) | マルク・ロペス             | マヘシュ・ブパシ ロハン・ボパンナ                     | 7-5, 3–6, [10-3]    |
| 準優勝 | 12. | 2013年8月18日  | シンシナティ       | ハード        | マルク・ロペス             | ボブ・ブライアン マイク・ブライアン                   | 4–6, 6–4, [4–10]    |
| 優勝   | 10. | 2014年2月16日  | ブエノスアイレス   | クレー        | マルク・ロペス             | パブロ・クエバス オラシオ・セバジョス                 | 7–5, 6–4            |
| 準優勝 | 13. | 2014年6月2日   | 全仏オープン       | クレー        | マルク・ロペス             | ジュリアン・ベネトー エドゥアール・ロジェ＝バセラン   | 3-6, 6-7(1)         |
| 準優勝 | 14. | 2014年9月1日   | 全米オープン       | ハード        | マルク・ロペス             | ボブ・ブライアン マイク・ブライアン                   | 3-6, 4-6            |
| 準優勝 | 15. | 2015年5月11日  | ローマ             | クレー        | マルク・ロペス             | パブロ・クエバス ダビド・マレーロ                     | 4-6, 5–7            |
| 準優勝 | 16. | 2016年4月29日  | バルセロナ         | クレー        | パブロ・クエバス           | ボブ・ブライアン マイク・ブライアン                   | 5–7, 5–7            |
| 優勝   | 11. | 2016年7月11日  | ボースタード       | クレー        | ダビド・マレーロ           | マーカス・ダニエル マルセル・デモリネル               | 6–2, 6–3            |
| 優勝   | 12. | 2016年10月10日 | 東京               | ハード        | マルチン・マトコフスキ     | レイベン・クラーセン ラジーブ・ラム                   | 6–2, 7–6(7–4)       |
| 優勝   | 13. | 2016年10月24日 | バーゼル           | ハード (室内) | ジャック・ソック           | ロベルト・リンドステット マイケル・ヴィーナス         | 6−3, 6−4            |
| 優勝   | 14. | 2017年2月24日  | ロッテルダム       | ハード (室内) | イワン・ドディグ           | ヴェスレイ・コールホフ マトウェー・ミッデルコープ     | 7–6(7–5), 6–3       |
| 準優勝 | 17. | 2017年4月14日  | マラケシュ         | クレー        | マルク・ロペス             | ドミニク・イングロット マテ・パビッチ                 | 4–6, 6–2, [9–11]    |
| 準優勝 | 18. | 2017年5月11日  | ローマ             | クレー        | イワン・ドディグ           | ピエール＝ユーグ・エルベール ニコラ・マユ             | 6–4, 4–6, [3–10]    |
| 優勝   | 15. | 2017年10月24日 | バーゼル           | ハード (室内) | イワン・ドディグ           | ファブリス・マルタン エドゥアール・ロジェ＝バセラン   | 7–5, 7–6(6)         |
| 準優勝 | 19. | 2017年11月15日 | パリ               | ハード (室内) | イワン・ドディグ           | ルカシュ・クボット マルセロ・メロ                     | 6–7(3), 6–3, [6–10] |

## デビスカップ

### 優勝(3)
| 年     | スペインチーム                                                                                                 | ラウンド/相手                                                                                               |
| ------ | --- | --- |
| 2011年 | ラファエル・ナダル ダビド・フェレール フェルナンド・ベルダスコ フェリシアーノ・ロペス マルセル・グラノリェルス | 1R: ベルギー 1–4 スペイン QF: アメリカ 1–3 スペイン SF: スペイン 4–1 フランス FN: スペイン 3–1 アルゼンチン |

※2008年優勝時も選出されていたが出場せず。

## シングルス成績
略語の説明
| W | F | SF | QF | #R | RR | Q# | LQ | A | Z# | PO | G | S | B | NMS | P | NH |

W=優勝, F=準優勝, SF=ベスト4, QF=ベスト8, #R=#回戦敗退, RR=ラウンドロビン敗退, Q#=予選#回戦敗退, LQ=予選敗退, A=大会不参加, Z#=デビスカップ/BJKカップ地域ゾーン, PO=デビスカップ/BJKカッププレーオフ, G=オリンピック金メダル, S=オリンピック銀メダル, B=オリンピック銅メダル, NMS=マスターズシリーズから降格, P=開催延期, NH=開催なし.
| 大会           | 2006 | 2007 | 2008 | 2009 | 2010 | 2011 | 2012 | 2013 | 2014 | 2015 | 2016 | 2017 | 2018 | 2019 | 通算成績 |
| -------------- | ---- | ---- | ---- | ---- | ---- | ---- | ---- | ---- | ---- | ---- | ---- | ---- | ---- | ---- | -------- |
| 全豪オープン   | LQ   | A    | 1R   | 2R   | 2R   | 1R   | 2R   | 2R   | 1R   | 2R   | 2R   | 1R   | A    | 1R   | 6–11     |
| 全仏オープン   | A    | LQ   | 2R   | 1R   | 2R   | 2R   | 4R   | 1R   | 4R   | 2R   | 4R   | 1R   | LQ   | A    | 13–10    |
| ウィンブルドン | 1R   | LQ   | 1R   | 2R   | 2R   | 1R   | 1R   | 1R   | 2R   | 2R   | 2R   | 1R   | LQ   | 2R   | 6–12     |
| 全米オープン   | LQ   | LQ   | 1R   | 2R   | 2R   | 3R   | 2R   | 4R   | 3R   | 2R   | 1R   | A    | 1R   | 1R   | 11–11    |

### 大会最高成績
| 大会                 | 成績 | 年               |
| -------------------- | ---- | ---------------- |
| ツアーファイナル     | A    | 出場なし         |
| インディアンウェルズ | 3R   | 2012             |
| マイアミ             | 4R   | 2011             |
| モンテカルロ         | QF   | 2016             |
| マドリード           | 3R   | 2015             |
| ローマ               | QF   | 2013             |
| カナダ               | QF   | 2012             |
| シンシナティ         | 2R   | 2013, 2016       |
| 上海                 | 3R   | 2016             |
| パリ                 | 2R   | 2008, 2012, 2013 |
| ハンブルグ           | 1R   | 2008             |
| オリンピック         | A    | 出場なし         |
| デビスカップ         | W    | 2008, 2011, 2019 |

## ダブルス成績

### 大会最高成績
| 大会                 | 成績 | 年               |
| -------------------- | ---- | ---------------- |
| ツアーファイナル     | W    | 2012             |
| インディアンウェルズ | F    | 2024             |
| マイアミ             | SF   | 2013, 2024       |
| モンテカルロ         | SF   | 2012, 2021, 2024 |
| マドリード           | W    | 2021             |
| ローマ               | W    | 2012, 2020, 2024 |
| カナダ               | W    | 2019, 2024       |
| シンシナティ         | W    | 2021             |
| 上海                 | W    | 2023             |
| パリ                 | W    | 2018             |
| オリンピック         | 2R   | 2024             |
| デビスカップ         | W    | 2008, 2011, 2019 |